# Turkosdaknis
Turkosdaknis (Dacnis hartlaubi) är en fågel i familjen tangaror inom ordningen tättingar.

## Utseende och läte
Turkosdaknis är en 11 cm lång daknis med rätt kortnäbb och hos hanen krakteristisk färggrann fjäderdräkt. Hanen är blå med svart i en mask över ögat samt på strupen. Även manteln, stjärten och vingarna är svarta, de sista dock med blåfärgade skapularer och tertialkanter. Hona är brun ovan, gråare på huvudet, med beigefärgade kanter på tertialer och skapularer. Undersidan är gråaktig, på mellersta delen av bröstet och buken gulaktig. Båda könen har gula ögon. Lätet är ett mycket ljust och metalliskt gnisslande ljud.

## Utbredning och systematik
Turkosdaknis förekommer i lokalt i Anderna i Colombia. Den behandlas som monotypisk, det vill säga att den inte delas in i några underarter.

## Status och hot
Turkosdaknisen har en liten och mycket fragmenterad världspopulation bestående av uppskattningsvis endast 2 500–10 000 vuxna individer. Den tros också minska i antal till följd av habitatförlust. IUCN kategoriserar den som nära hotad.

## Namn
Fågelns svenska namn hedrar den tyske ornitologen Gustav Hartlaub (1814-1900).